# Heinrich von Hess
Heinrich svobodný pán von Hess (uváděn též jako Heß) (německy Heinrich Hermann Joseph Freiherr von Hess) (17. března 1788 Vídeň – 13. dubna 1870 Vídeň) byl rakouský polní maršál. Pocházel z úřednické šlechty a od roku 1805 sloužil v císařské armádě. Vyznamenal se v napoleonských válkách, později sloužil u různých posádek a několik let mimo jiné strávil jako brigádní velitel v Brně. V letech 1839–1860 byl náčelníkem generálního štábu rakouské armády, vynikl především v součinnosti s maršálem Radeckým v revolučních letech 1848–1849 jako velitel štábu v Itálii. Za zásluhy byl v roce 1849 povýšen na barona a obdržel dva stupně prestižního Řádu Marie Terezie. Jako vojevůdce a diplomat se uplatnil v krymské válce, v čele rakouské armády stál naposledy v další válce v Itálii (Druhá italská válka za nezávislost). Navzdory nepříznivému výsledku války byl v roce 1859 povýšen do hodnosti polního maršála. V roce 1860 rezignoval na funkci náčelníka generálního štábu a poté zastával u dvora čestnou hodnost kapitána císařské gardy. V roce 1861 byl jmenován členem Panské sněmovny. 

## Životopis

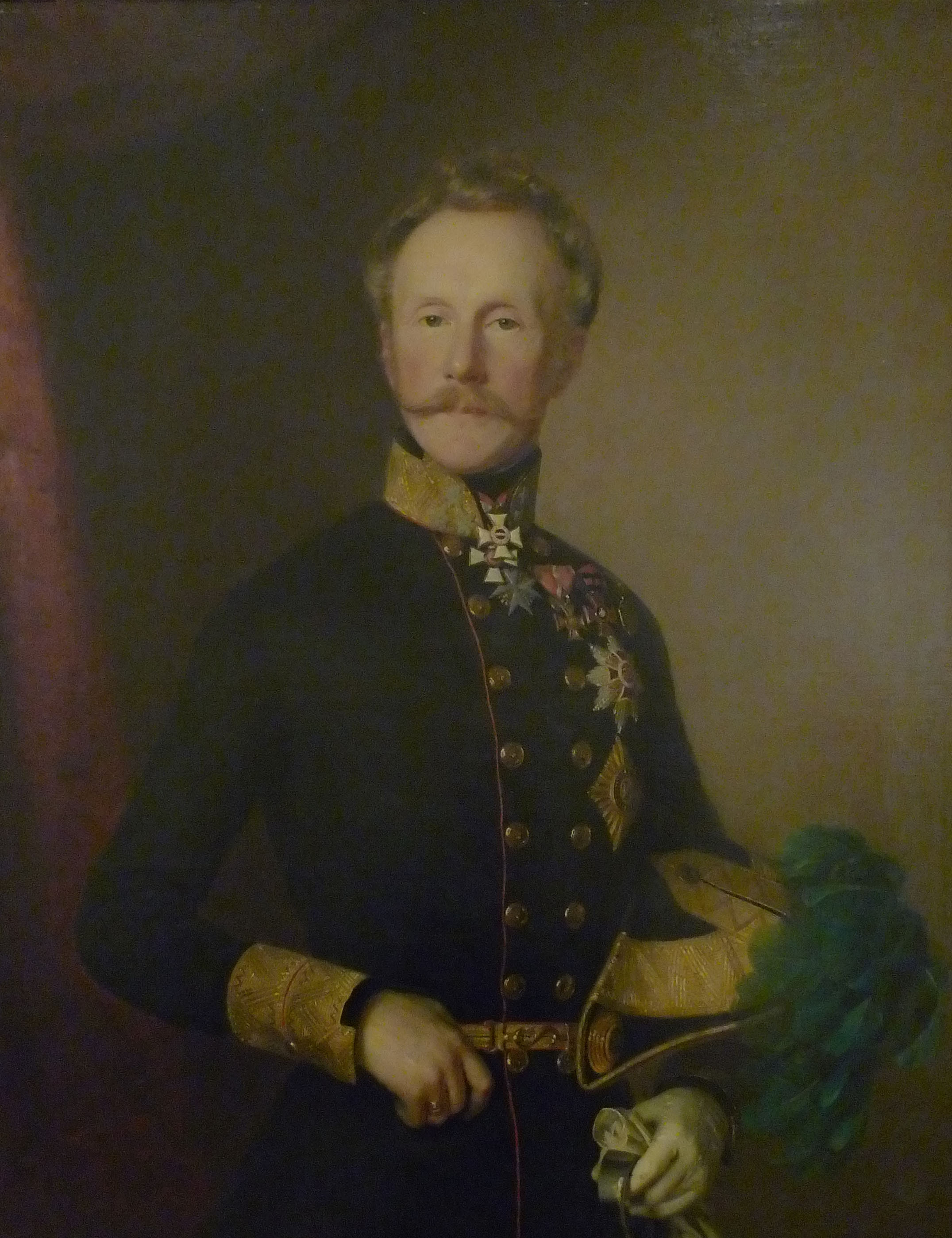
Polní zbrojmistr Heinrich von Hess (1849)

Pocházel z německé úřednické rodiny povýšené v habsburských službách v roce 1764 do šlechtického stavu. Byl synem guberniálního rady Františka Josefa Hesse (†1836). Do armády vstoupil v roce 1805 a od mládí působil ve štábu generálního ubytovatele. Vyznamenal se v bitvě u Aspern a Esslingu a byl povýšen na nadporučíka. V roce 1813 byl již kapitánem, bojoval u Lipska, v roce 1814 v jižní Francii a v závěru napoleonských válek byl vyslán do Sardinie. V roce 1815 dosáhl hodnosti majora a pod knížetem Schwarzenbergem se zúčastnil závěrečných bojů proti Napoleonovi. Následující dva roky strávil znovu v Sardinii jako vojensko-diplomatický komisař, poté vystřídal službu u různých posádek, mimo jiné v Uhrách, mezitím v roce 1822 dosáhl hodnosti podplukovníka. V roce 1829 byl povýšen na plukovníka a převzal velení pěšího pluku č. 2. V letech 1831–1834 působil jako šéf generálního štábu Radeckého armády v Itálii. V této době sepsal několik vojenských instrukcí využívaných pro armádní výcvik.

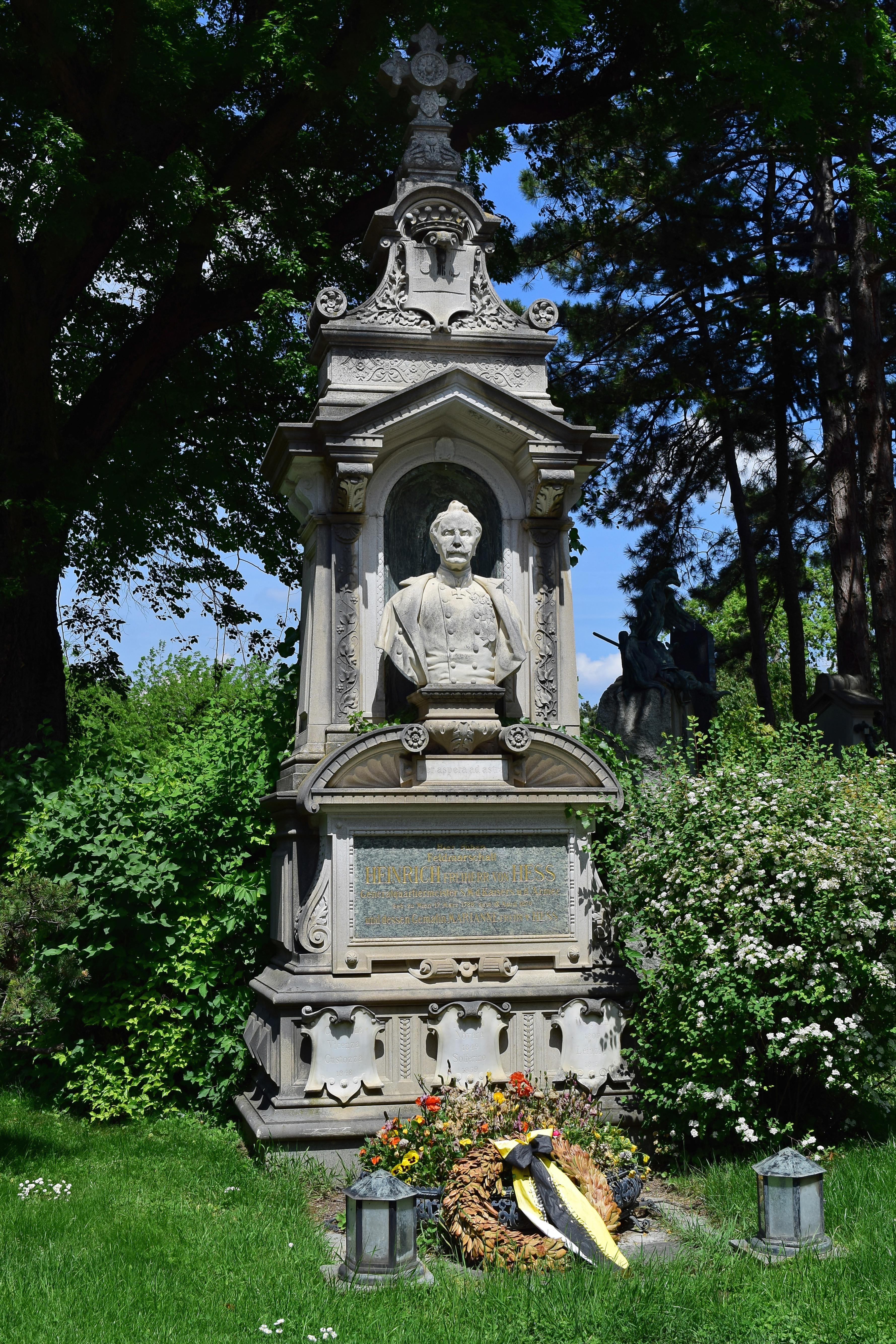
Hrobka Heinricha von Hesse na Centrálním hřbitově ve Vídni

V roce 1834 dosáhl hodnosti generálmajora a v letech 1834–1839 byl velitelem brigády v Brně. Přes dvacet let pak působil jako náčelník generálního štábu rakouské armády (1839–1860). V roce 1843 byl povýšen na polního podmaršála. Po vypuknutí revoluce v Itálii vyslán k armádě maršála Radeckého jako náčelník generálního štábu. Svou znalostí místních poměrů významně přispěl k Radeckého úspěšnému tažení v Itálii v letech 1848–1849, podílel se na dobytí Vicenzy a Milána, jeho jméno je spojeno i s vítěznou bitvou u Custozzy (1848). Na jaře 1849 vypracoval plány tažení v Piemontu završené vítěznou bitvou u Novary. Jako diplomat se zúčastnil mírových jednání se sardinským králem Karlem Albertem. V červenci 1849 byl povýšen do hodnosti polního zbrojmistra.

Erb Heinricha von Hesse s dekorací Nejvyššího řádu Kristova

Po potlačení revoluce byl nadále náčelníkem generálního štábu a kromě toho stál v čele císařské vojenské kanceláře. V době diplomatické krize Německého spolku v letech 1849–1850 byl pověřen organizací mobilizaci proti Prusku. V roce 1850 byl iniciátorem založení Válečné školy (K.u.k. Kriegschule) ve Vídni určené pro vzdělávání vyšších důstojního generálního štábu. Byl pověřen také několika diplomatickými misemi do Petrohradu, Berlína nebo Varšavy. Během této doby se však dostával do kompetenčních sporů s hrabětem Karlem Grünnem, který byl jako císařský generální pobočník oblíbencem mladého císaře Františka Josefa a zastáncem konzervativních názorů. Za krymské války jmenován vrchním velitelem 3. a 4. armády v Sedmihradsku, Uhrách a Bukovině, souběžně byl znovu jako diplomat vyslán do Petrohradu. V součinnosti s francouzskou a britskou diplomacií přiměl ruskou armádu vyklidit Podunajská knížectví přes ruskou početní převahu. V čele armády stál naposledy v roce 1859 během války se Sardinií. Po porážce u Magenty a odvolání generála Gyulaie odjel na italské bojiště spolu s císařem Františkem Josefem, který se sám jmenoval vrchním velitelem. Hessovy rady zůstaly nevyslyšeny a s podporou francouzského císaře Napoleona III. dosáhla Sardinie vítězství u Solferina. Mírová smlouva z Villafrancy z července 1859 znamenala pro Rakousko citelnou ztrátu Lombardie. Císař František Josef odjel z Itálie 8. července a vrchní velení předal Hessovi, který byl k datu 12. července povýšen do nejvyšší vojenské hodnosti polního maršála. Ještě téhož roku ale Hess na velení v Itálii rezignoval a v roce 1860 odstoupil i z funkce náčelníka generálního štábu. V letech 1860–1870 zastával čestnou funkci kapitána císařské gardy trabantů (Hauptmann der Trabanten-Leibgarde).
Zemřel ve Vídni 13. dubna 1870 ve věku 82 let. Jeho ostatky byly v roce 1885 uloženy do čestného hrobu na vídeňském Centrálním hřbitově (skupina 14A, hrob 33).

## Rodina
Heinrich von Hess byl dvakrát ženatý. Poprvé se oženil v roce 1826 se svou vzdálenou sestřenicí Marií Katharinou von Hess (1804–1828), dcerou barona Hermanna Hesse (1788–1855), dlouholetého prezidenta apelačního soudu v Čechách a velkostatkáře na Moravě. Podruhé se oženil v roce 1841 s baronkou Marií Annou von Diller (1819–1872), dcerou dvorního rady Josefa von Diller (1766–1832). Marie Anna byla později c. k. palácovou dámou.Z obou manželství pocházelo celkem pět potomků, kteří ale zemřeli v dětství. Heinrich Hess s císařským svolením přenesl adopcí jméno a erb rodu Hess na svého synovce Hermanna Dillera (1840–1866), který padl jako nadporučík v bitvě u Hradce Králové za prusko-rakouské války. Adopce pak přešla na dalšího synovce c. k. nadporučíka Friedricha von Dillera (1847–1922; jméno Hess-Diller). Friedrichův mladší bratr Erich (1859–1926) dosáhl v armádě hodnosti generálmajora a za první světové války byl místodržitelem v Haliči. Alianční jméno Hess-Diller zaniklo v roce 1948.

## Tituly a ocenění
Od narození užíval šlechtický stav s titulem rytíř (Ritter von Hess). Za zásluhy na italském bojišti v letech 1848–1849 byl v roce 1849 povýšen do stavu svobodných pánů, téhož roku obdržel také titul c. k. tajného rady s nárokem na oslovení Excelence. Od roku 1844 byl čestným majitelem pěšího pluku č. 49 umístěného v Brně. V roce 1861 byl jmenován doživotním členem rakouské Panské sněmovny. Byl nositelem nejvyšších vyznamenání v Rakousku včetně dvou stupňů prestižního Řádu Marie Terezie. Během své dlouholeté vojenské i diplomatické kariéry obdržel řadu ocenění také od zahraničních panovníků. Byl také čestným členem několika vědeckých institucí. Jeho jméno nese ulice Heßgasse ve vídeňské čtvrti Innere Stadt.

### Rakousko
- velkokříž Královského uherského řádu svatého Štěpána (1856)
- velkokříž Leopoldova řádu s válečnou dekorací (1855)
- Vojenský záslužný kříž (1850)
- rytířský kříž Řádu Marie Terezie (1849)
- komandérský kříž Řádu Marie Terezie (1848)
- rytířský kříž Leopoldova řádu (1840)

### Zahraničí
- rytířský kříž Řádu svatého Alexandra Něvského s brilianty (Rusko)
- Řád svaté Anny I. třídy (Rusko)
- Řád svatého Vladimíra IV. třídy (Rusko)
- Řád bílého orla (Rusko)
- Řád sv. Jiří (Rusko)
- Řád červené orlice I. třídy (Prusko)
- Řád černé orlice (Prusko)
- velkokříž Řádu Guelfů (Hannoversko)
- velkokříž Řádu sv. Michaela (Bavorsko)
- Záslužný řád bavorské koruny (Bavorsko)
- Konstantinův řád svatého Jiří (Království Obojí Sicílie)
- Řád svatých Mořice a Lazara (Království Obojí Sicílie)
- velkokříž Řádu svatého Řehoře Velikého (Papežský stát)
- Nejvyšší řád Kristův (Papežský stát)
- Řád zähringenského lva (Bádensko)
- Řád Fridrichův (Württembersko)
- Řád meče (Švédsko)